# دینامیک سازه‌ها (کتاب)
دینامیک سازه‌ها کتابی از ری کلاف و جوزف پنزین با ترجمهٔ علی اکبر گل‌افشانی و سهیل مهری است که در سال ۱۳۶۹ منتشر و در مراسم کتاب سال جمهوری اسلامی ایران به‌عنوان کتاب برگزیده معرفی شد.